# Теодор Беза

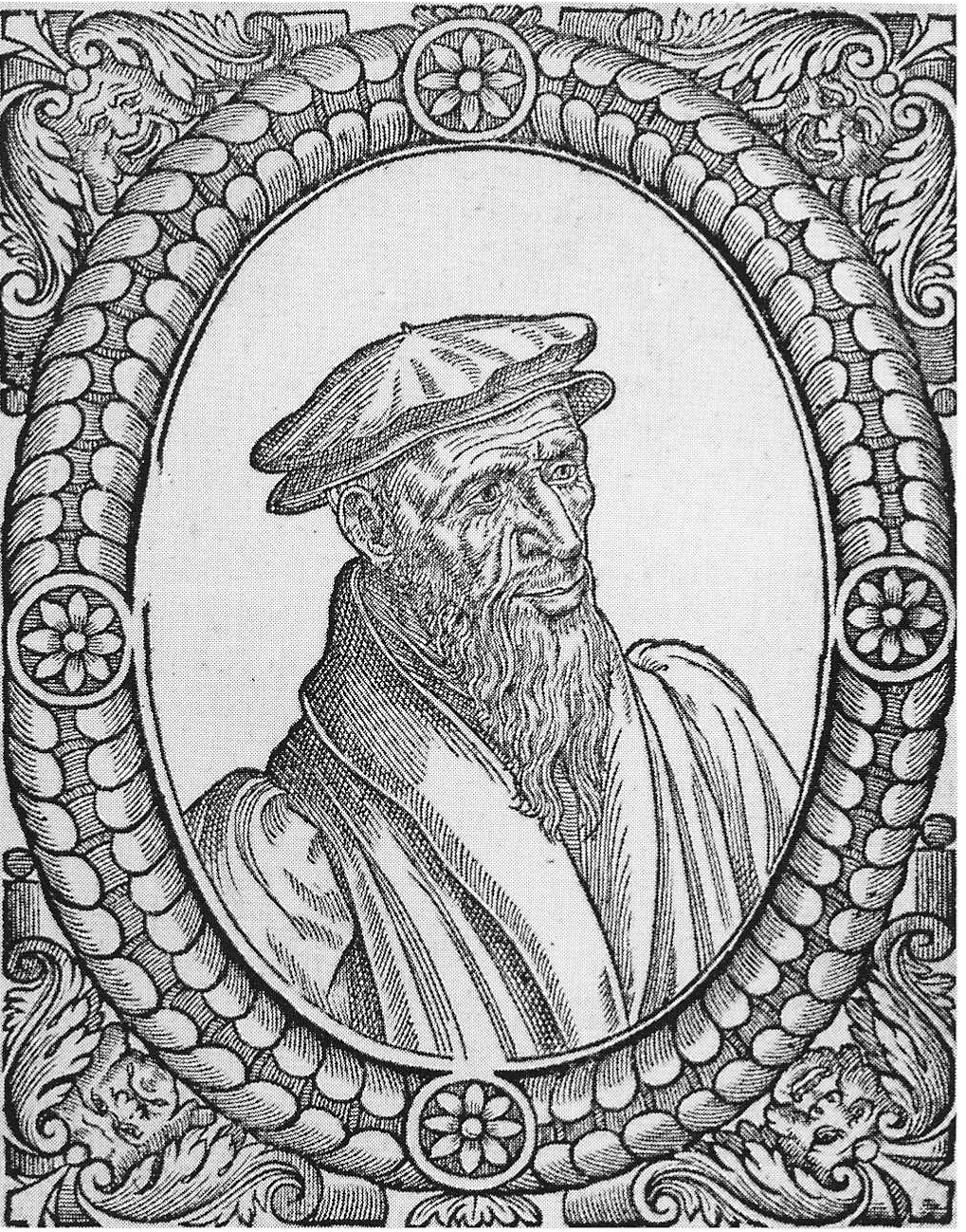
Теодор Беза. Гравюра Гійома Фареля (1580)

Теодор Беза (фр. Théodore de Bèze) (24 червня 1519, Везле, Бургундія — 13 жовтня 1605, Женева, Швейцарія) — швейцарський реформатор, сподвижник та послідовник Жана Кальвіна.

## Юність
Теодор Беза походить зі старовинного бургундського дворянського роду, був відданий за бажанням дядька, абата цистерціанського монастиря, на виховання до німецького гуманіста Мельхіора Вольмара, який не лише ознайомив його з латинською і грецькою літературою, а й виховав його в дусі реформаторських ідей. Вольмар у 1534 році мав залишити Францію, і Беза вступив у1535 році в Орлеанський університет для вивчення права. В 1539 році він переселився в Париж, щоб стати юристом. Володіючи великими коштами і придбавши популярність як гуманіст і поет виданням своїх «Jumenilia», Беза бачив перед собою блискучу кар'єру, але після тяжкої хвороби залишив все і присвятив себе служінню Реформатській церкві.

## Реформаторська діяльність
У 1548 році Беза прийняв кафедру грецької мови в університеті в Лозанні і під час десятирічного перебування на цій посаді написав відомий памфлет «Possavantius» на суддю єретиків Петра Лізета, багато драматичних обробок старозавітних оповідань, з яких найвідоміша — «Жертвопринесення Авраама», і, врешті, переклав на французьку мову псалми для французького протестантського богослужіння. Разом із тим Беза постійно в церковних суперечках захищав кальвіністське вчення про напередвизначення перед Бользеком. В 1557 році женевці послали його разом з Фарелем схилити великі швейцарські кантони і протестантських німецьких феодалів заступитися перед Францією за переслідуваних вальденсів в П'ємонті і гугенотів в Парижі. Цією поїздкою Беза скористався для створення в Німеччині євангельського реформатського союзу. В 1559 році Беза посів в Женеві місце проповідника і професора богослов'я і залишив це місто тільки на двадцять два місяці, коли здавалося, що у Франції перемога залишається за протестантами. Там Беза пояснював королю Антуану Наваррському основи протестантського віровчення, брав участь у багатьох релігійних диспутах і своїми посланнями намагався збудити співчуття до гугенотів.

## Наступник Кальвіна
Повернувшись потім до Женеви, Беза після смерті Кальвіна (в 1564 році) зайняв його місце старшини женевських церков. Потім він керував синодами французьких реформаторів у 1571 році — в Ла-Рошелі (де пройшла урочиста процедура підтвердження галіканської сповіді), і в 1572 році в Німі. В 1600 році Беза вітав на женевській території короля Генріха IV. Весь просякнутий суворими принципами Кальвіна, в дусі якого він діяльно і твердо керував женевською церквою, Беза був главою своєї партії і протягом 40 років користувався високою пошаною. Для утвердження єдності у своїй церкві він поступався власними думками, якщо вони суперечили загальноприйнятим думкам Кальвіна, і своєю багатосторонньою вченістю, незмінною ретельністю, спритністю, блискучим ораторським талантом і навіть своєю представницькою зовнішністю надав кальвінізму величезні послуги. Його листування з Кальвіном зберігається в бібліотеці в Готі. Помер Теодор Беза в 1605 році.

## Літературна спадщина
У літературній діяльності Бези, як і в його житті, слід розрізняти період гуманіста (який закінчився публікацією його «Ювенілії») та богослова. Поєднуючи свої пастирські та літературні дари, Беза написав першу драму, створену французькою мовою, «Жертвопринесення Авраама». З його історіографічних праць, можна згадати про знамениту Histoire ecclesiastique des Eglises reforms au Royaume de France  (1580), і його біографію Кальвіна (1575).
Але його богословські праці (що містяться в «Tractationes theologicae») перевершують всі ці гуманістичні та історичні дослідження. У цих працях Беза постає ідеальним учнем або «альтер его» Кальвіна. Його погляд на життя є детермінованим, і основою його релігійного мислення є напередвизначення. Вершиною у вираженні його богословських поглядів є трактат  Summa totius Christianismi.
Беза «De vera excommunicatione et Christiano presbyterio» (1590), написана як відповідь на книгу Фоми Ераста «Explicatio gravissimae quaestionis utrum excommunicatio» (1589), сприяла важливому захисту права церковної влади (а не цивільної влади). відлучити від церкви.

### Новий Заповіт Бези
Не менш важливим є внесок Бези у біблійну науку. У 1565 році він видав грецьке видання Нового Заповіту, супроводжуване паралельними колонками тексту Вульгати та власним перекладом (уже опублікованим ще в 1556 р.). Були додані анотації, також раніше опубліковані, але тепер він значно збагатив і розширив їх.
При підготовці цього видання грецького тексту, але значно більше при підготовці другого видання, яке він видав у 1582 році, Беза скористався допомогою двох дуже цінних рукописів. Один з них відомий під назвою  Кодекс Бези  або  Cantabrigensis, що пізніше Безою був подаровий Кембриджському університету, де він зберігається в бібліотеці, а другий — це  Клермонтський кодекс, який Беза знайшов у Клермоні (нині в Національній бібліотеці Франції в Парижі).